# Air Tractor AT-802
Air Tractor AT-802 är ett amerikanskt jordbruksflygplan som också i en version med flottörer används som vattenskopande flygplan för brandbekämpning. Det finns också en militär version som lätt attackplan. Flygplanet tillverkas av Air Tractor Inc. i USA och flögs för första gången i oktober 1990.

## Bakgrund
I sin konfiguration för vattenbombning har den flottörer, som också har hjulställ. Flygplanet kan med hjälp av en skopanordning i flottörerna per omgång ta in 3 028 liter vatten från sjöar eller havsvikar och släppa ut det under överflygning på låg höjd över en brandhärd. Vid påfyllning krävs en flygsträcka på 1 700 meter för att sänka planet från 15 meters höjd, ta in fulla tankar vatten vid svepning i vattenytan (”touch and go”) under 12-15 sekunder på en 670 meter lång vattensträcka i 120 km/h och sedan åter stiga till 15 meters höjd. Lägsta hastighet före överstegring (stall) är 146 km/h vid omkring 7,3 tons vikt och användning av vingklaffar. Denna version har från 2003 till maj 2019 byggts i 100 exemplar.. Flottörerna är av typen Wipline 10000, utvecklade av Wipaire Inc. Fire Boss-konfigurationen är konstruerad av Fire Boss LCC, ett företag i Wipaire-koncernen.

## Användning i Sverige
Sommaren 2018, med ett 70-tal samtidiga bränder i mitten av juli, begärde Myndigheten för samhällsskydd och beredskap (MSB) den 16 juli utländskt brandbekämpningsflyg. Två AT-802F Fire Boss från spanska Avialsa ställdes till förfogande av den portugisiska krishanteringsmyndigheten Autoridade Nacional de Proteção Civil och anlände till Örebro flygplats den 25 juli 2018. 
Den 4 oktober 2019 registrerades en Air Tractor AT-802 i Sverige hos Saab AB i Linköping med registreringsbeteckning SE-MHM. Den 15 maj 2020 registrerades ett systerflygplan med registreringsbeteckning SE-MHN. Den 3 april 2020 meddelade Myndigheten för samhällsskydd och beredskap (MSB) att myndigheten hade ingått ett avtal med Saab AB, om att från den 30 maj 2020 tillhandahålla två vattenskopande flygplan som stöd till räddningstjänsterna i Sverige. Flygplanen baseras i Nyköping på Skavsta flygplats och gjorde sin första operativa insats den 15 juni 2020 mot en skogsbrand utanför Österbybruk i Uppsala län. Vid behov kan flygplanen baseras på annan ort. Myndighetens ambition är att ansluta flygplanen till rescEU inom EU:s civilskyddssamarbete. Inom ramen för kontraktet fanns en möjlighet att utlösa en option med ytterligare två flygplan för perioden 2021–2023. Den 28 januari 2021 meddelade MSB att de valde att utlösa optionen för de två ytterligare flygplanen för perioden 2021–2023. Även dessa kom att baseras på Skavsta flygplats i Nyköping, men vid behov kunna stationeras på andra orter. Den 4 augusti 2021 meddelade MSB att två av flygplanen skickas till Grekland, detta mot bakgrund av att Grekland begärt internationell hjälp via EU:s civilskyddssamarbete, rescEU, på grund av de omfattande skogsbränderna som drabbat landet. Sverige bidrog därmed med två vattenskopande flygplan för brandbekämpningen.

## Versioner
- AT-802– tvåsitsigt tandemflygplan
- AT-802A – ensitsigt flygplan
- AT-802U – tvåsitsigt tandem stridsflygplan, modifierad med sensorer och vapenbalkar.
- AT-802F/AT-802AF – vattenbegjutningsflygplan.
  - Fire Boss – ett vattenbegjutningsflygplan utrustad med amfibiska pontoner
- AT-802L Longsword – ett lätt attackflygplan baserat på AT-802U.

## Bildgalleri

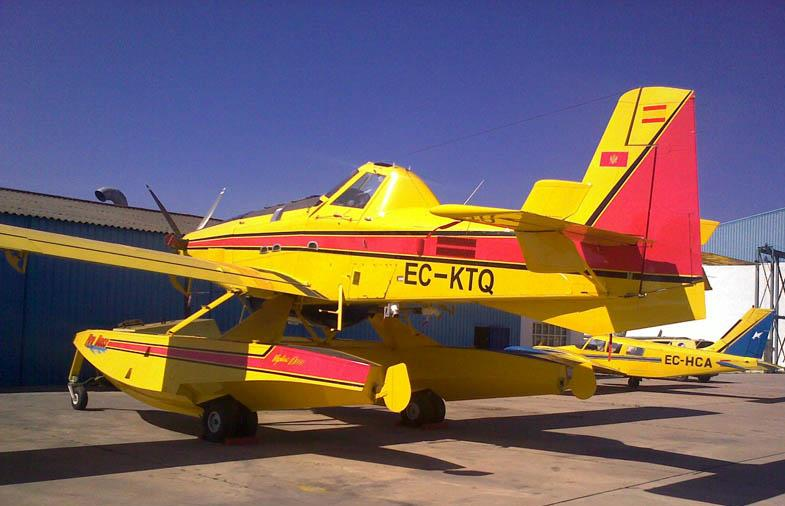
Air Tractor AT-802F Fire Boss
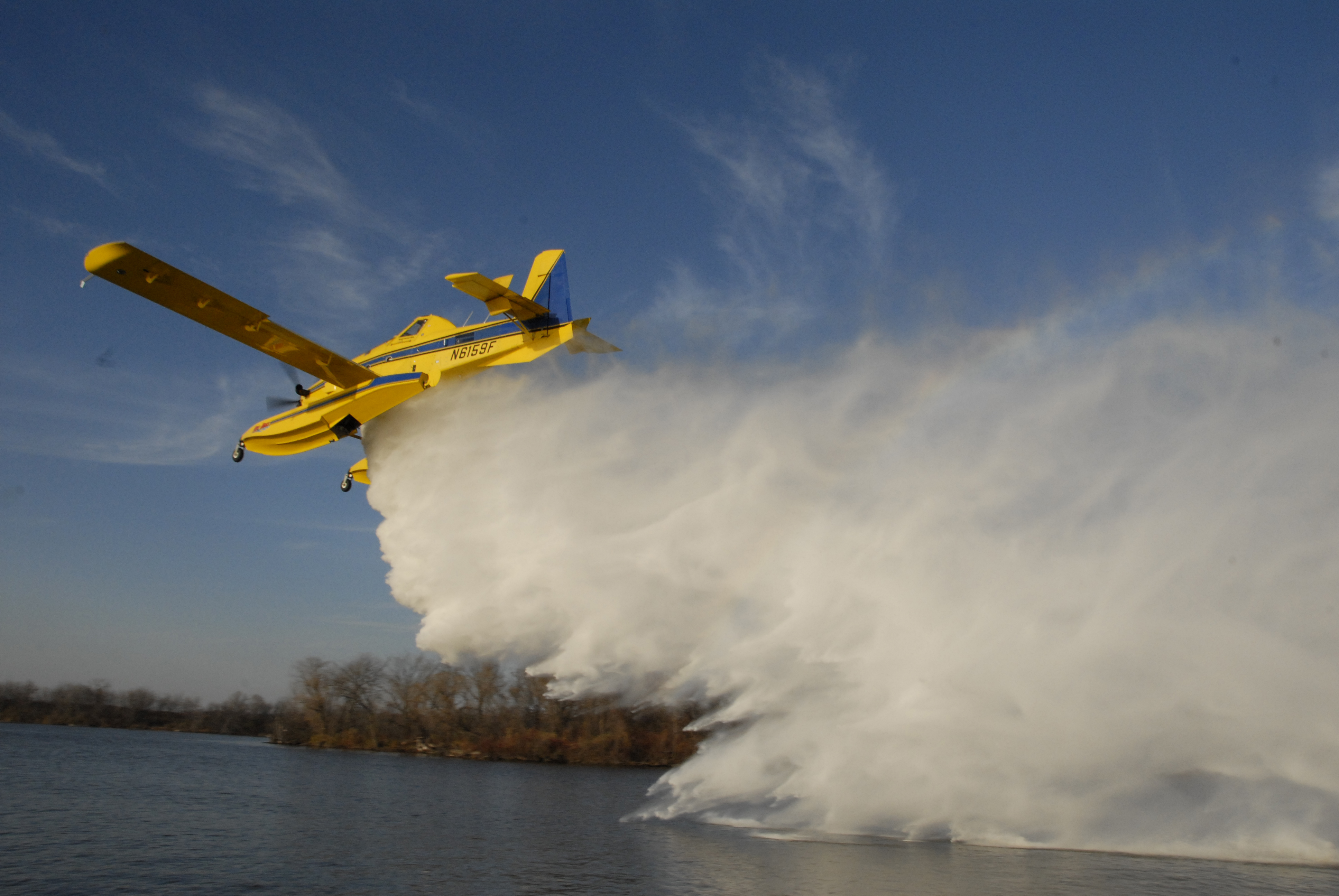
Air Tractor AT-802F Fire Boss
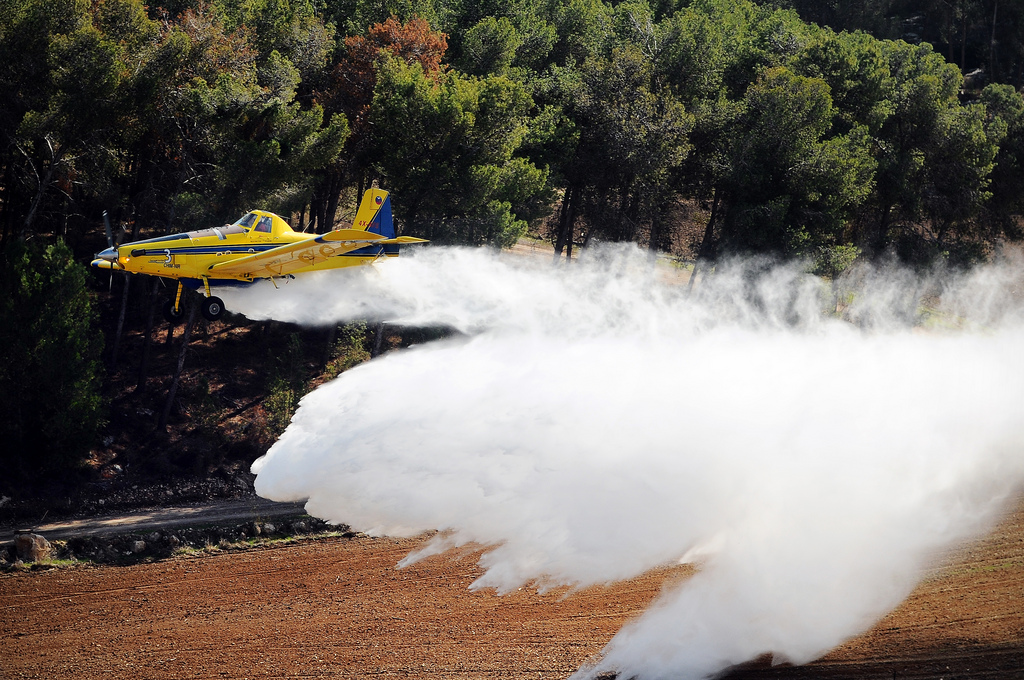
Air Tractor AT-802F under övning i Israel
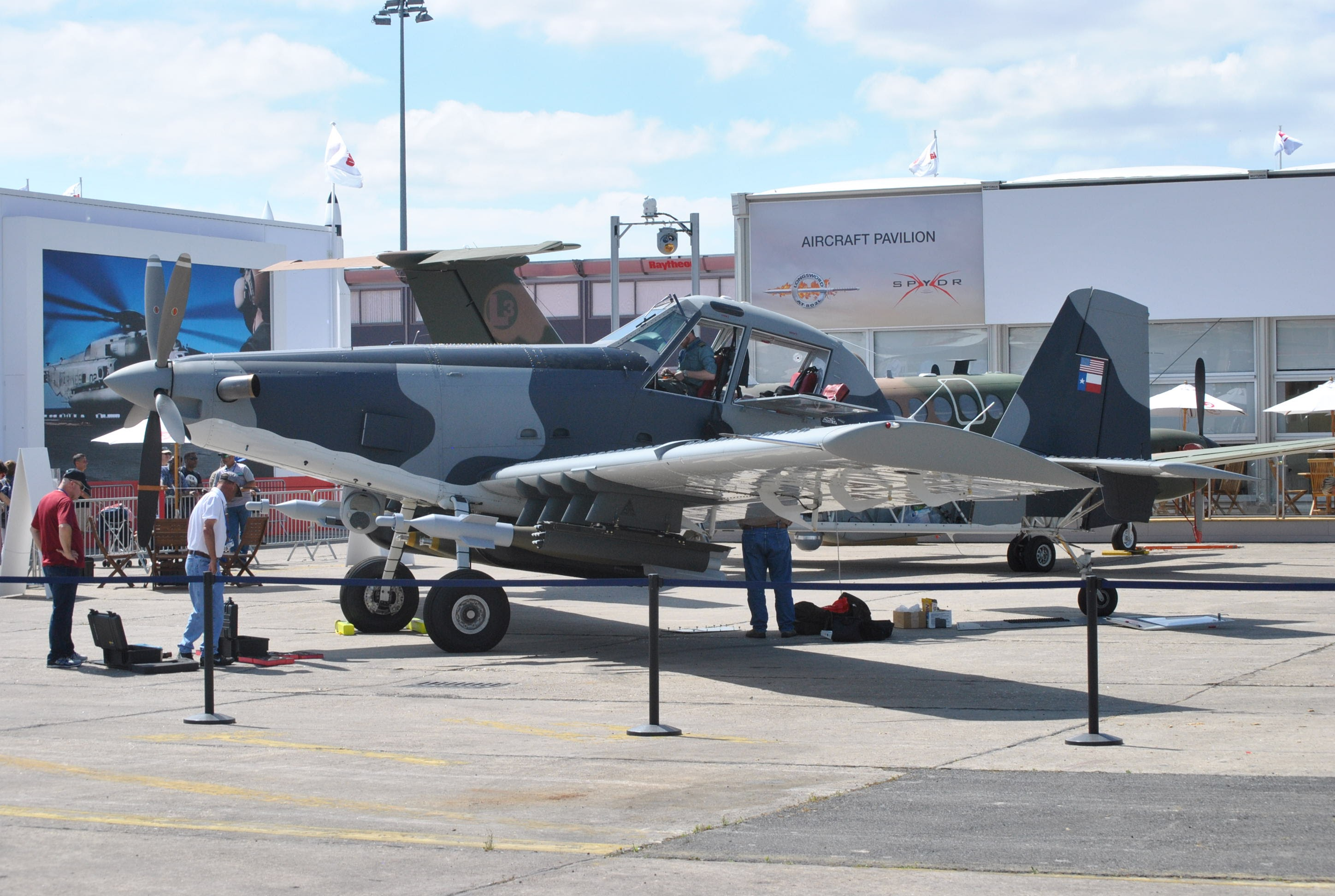
Den militära versionen Air Tractor AT-802L Longsword